# عبد الصاحب دخيل
عبد الصاحب دْخَيِّل (1930-1973) المعروف بكنيته أبو عصام، رأس المؤسسين الثمانية حزب الدعوة الإسلامية، وكان مهنته التجارة ومحله في شارع الرشيد في بغداد. له ولدان عصام وعمار تم اعدامهما في بداية ثمانينات القرن العشرين. اعتقلته الحكومة العراقية وتولى مدير الأمن ناظم كزار تعذيبه لاستجوابه ثم إعدامه بإلقاءه في حوض حامض النتريك.

## بداية حياته

### العائلة
ولد أبو عصام في عائلة لها علاقات مع العلماء والمراجع بالحوزة العلمية في مدينة النجف وفي جوار آل الحكيم، وهي من العوائل المحترمة لدى العلماء والمراجع. ترجع عائلة دخيل إلى بكر بن وائل أحد قبائل العراق العريقة قبل الفتح الإسلامي.

### الدراسة
أكمل أبو عصام دراسة المرحلة الثانوية ثم نمّى معرفته وثقافته بكثرة المطالعة. وقد كان مستواه العلمي والثقافي محل احترام كبير زملائه في حزب الدعوة والمتشكل من مثقفين وعلماء دين.

### شخصيته
تميز بقوة شخصيته وقوة حضوره، وقدرته على الحوار والإقناع، وطول نفسه على التجزئة والتحليل، فكان جميع مؤسسي حزب الدعوة يحسبون حساباً لآرائه وإشكالاته المنطقية وكان فقيه الحزب محمد باقر الصدر يحترم أبا عصام كثيرا ويرجع اليه في المسائل الحركية.

### عمله ونشاطاته
اشتغل أبو عصام بالتجارة يشتري ويبيع داخل العراق وقد يستورد من الخارج. كما كان له نشاطا اجتماعيا ودينيا يهتم بأمر المناطق ووكلاء المراجع، وهو الذي كان رتب أمر الشيخ عارف البصري فجاء به من البصرة إلى النجف، وبعد إكماله كلية الفقه أخذ له وكالة من الحكيم عالما في منطقة الزوية بالكرادة.

## تأسيس حزب الدعوة الإسلامية
ينقل الشيخ علي الكوراني أن مهدي الحكيم قد ذكر في مذكراته أنه كان في الخمسينات من القرن العشرين قبل ثورة تموز يفكر في إنشاء تنظيم وأنه تحدث في ذلك مع أبي عصام وطالب الرفاعي فوجدهما يؤمنان بهذه الفكرة، فاتصلوا بالصدر لهذا الغرض فتجاوب معهم. بعدها قام أبو عصام بطرح الفكرة على المؤسسين الآخرين لتتكون النواة الأولى للحزب من ثمانية أشخاص هم:
1. أبو عصام عبد الصاحب دخيل
2. أبو حسن محمد هادي السبيتي
3. محمد باقر الصدر
4. محمد مهدي الحكيم
5. الشاعر محمد صادق القاموسي
6. سيد مرتضى العسكري
7. سيد طالب الرفاعي
8. صالح الأديب

بدأ أبو عصام بتشكيل الحلقات وتنظيم الزمان والمكان ويتابع الأمر ويجمع الشخصيات ويدير الحديث ويبتكر الحلول لتقريب وجهات النظر، وقام بإدارة أعضاء تنظيم الدعوة وتوجيههم في النجف وبغداد وبقية مناطق العراق وخارج العراق بما فيها الكويت. وكان يقوم بتوزيع المسؤوليات ويشكل اللجان وينصب المسؤولين بالتشاور مع السبيتي والشيخ عارف بصفتهما عضوي قيادة.

## مقتله
قامت الحكومة العراقية النظام باعتقال أبي عصام لاستجوابه، فأمر مدير الأمن ناظم كزار بتعذيبه، وفي عام 1973 بعد عجز النظام عن إجباره على الاعتراف أمر مدير الأمن بإعدامه به فألقي في حوض أسيد التيزاب (حمض النتريك).